# Macrocarsia holzi
Macrocarsia holzi är en fjärilsart som beskrevs av Arnold Pagenstecher 1884. Macrocarsia holzi ingår i släktet Macrocarsia och familjen nattflyn. Inga underarter finns listade i Catalogue of Life.